# オリヴィエ・サラダ

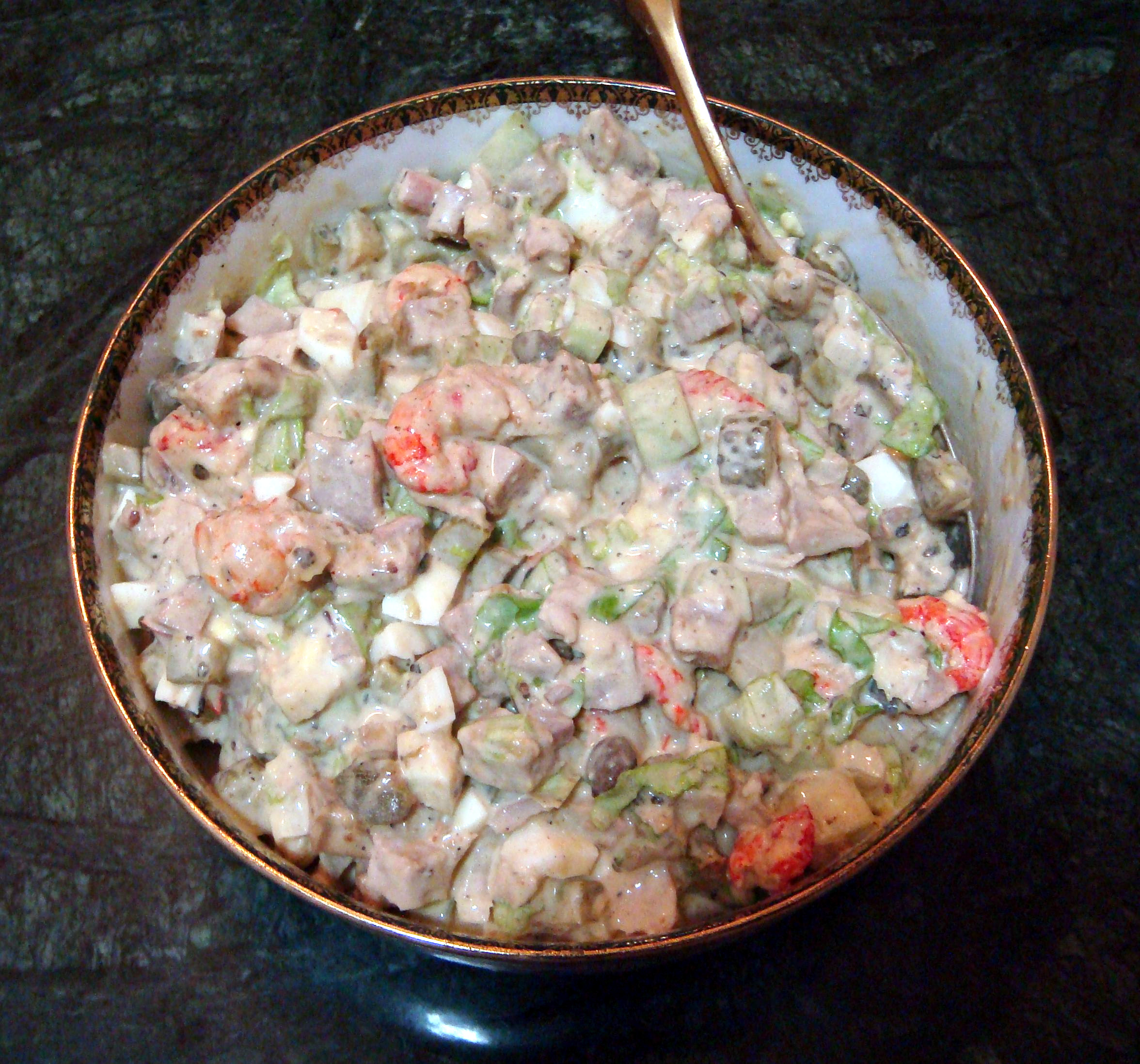
エルミタージュのオリヴィエ・サラダの再現

オリヴィエ・サラダ（英語: Olivier salad）、サラート・オリヴィエ（ロシア語: сала́т Оливье́）とは、ロシア料理のサラダの一つである。サラート・ストリーチヌィ（ロシア語: сала́т Столичный、「首都サラダ」）の名称でも知られる。モスクワのホテル・レストラン「エルミタージュ」（Hermitage）でシェフを務めたベルギー人リュシアン・オリヴィエによって考案された。
マヨネーズを用いるポテトサラダの源流であるとも言われる。

## 起源
オリヴィエ・サラダが出されたエルミタージュは、1864年にモスクワの商人ペゴフの出資によって開店した。
豪遊するために地方から上京した地主たちはエルミタージュのフランス料理を好み、出された料理の中でもオリヴィエ・サラダの評価は特に高かった。その製法、特にオリヴィエのマヨネーズのレシピは明らかにされず、味を正確に再現できた者はいなかった。オリヴィエが亡くなると本来のレシピは分からなくなり、エルミタージュは1917年にロシア革命のあおりを受けて閉店した。その後エルミタージュは営業を再開するが、この時代に出されたオリヴィエ・サラダはオリジナルと大きく異なっていた。
ソ連時代、レストラン「モスクワ」の料理人でオリヴィエの副料理長を自称するイワン・イワノフが「本物のオリヴィエ・サラダと同じ」とされる首都サラダを作った。
現在のロシアではレストランや食料品店では「オリヴィエ・サラダ」や「首都サラダ」の名前を冠したサラダが提供され、一般家庭では新年にオリヴィエ・サラダが作られることもある。ザクースキの一品ともされる。

## ロシア風サラダ

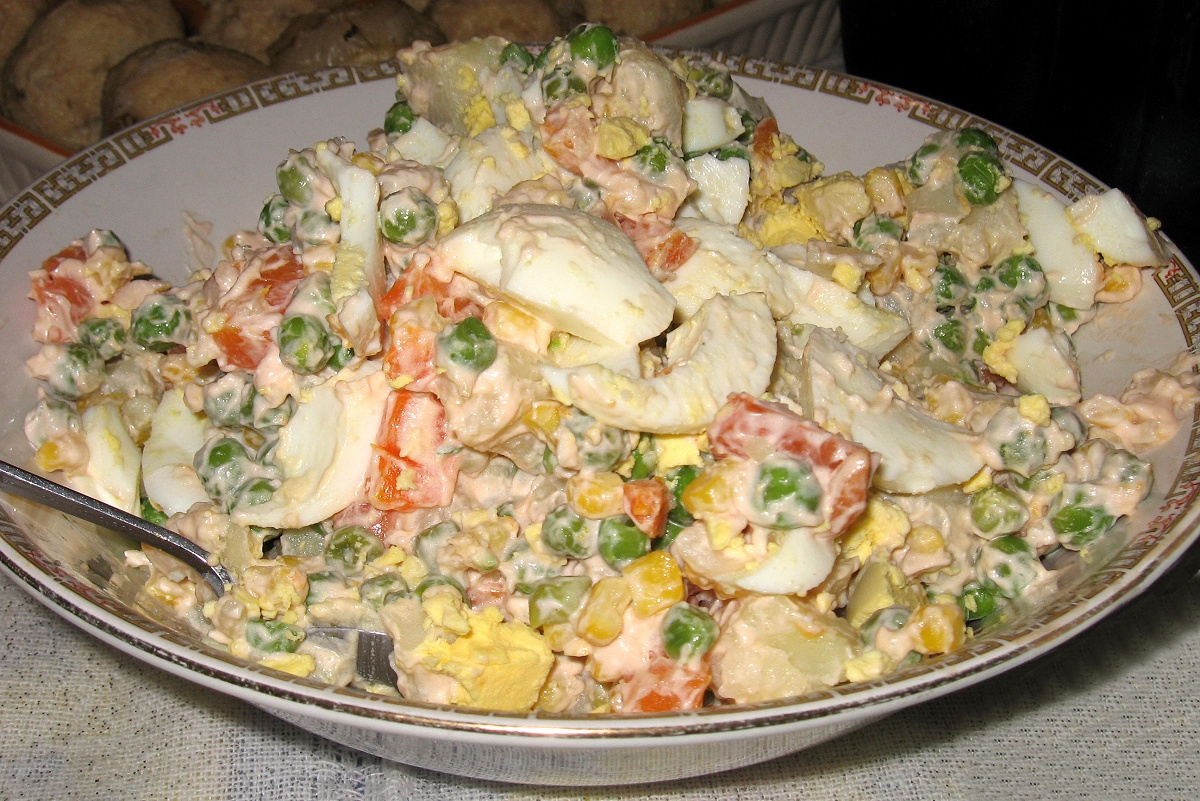
ロシア風サラダ

オリヴィエ・サラダはスペイン、トルコ、東ヨーロッパ、中央アメリカでは「ロシア風サラダ」として知られている。茹でたジャガイモなどをマヨネーズで和える点は同じだが、肉類が入らないことがあり、トルコやコスタリカではテーブルビートが入る。スペインでは人気のあるタパスである。